# フジテレビに出たい人TV
『フジテレビに出たい人TV』（フジテレビにでたいひとTV）は、フジテレビ系列で2012年4月10日（9日深夜）から9月18日（17日深夜）まで毎週火曜（毎週月曜深夜）の0時45分から1時10分に放送されていたバラエティ番組である。

## 概要
芸能事務所「大竹プロ」がYouTubeを活用して「フジテレビに出たい人」を募集し、未来のスターを発掘していくオーディションバラエティ番組。

## 出演者
MC
- さまぁ〜ず（大竹一樹・三村マサカズ）[2]

アシスタント
- 半井小絵

※他ゲスト1名（または1グループ）。
ナレーション
- 高橋真麻（フジテレビアナウンサー（現在フリーアナウンサー））

## ネット局
| 放送対象地域   | 放送局           | 系列           | 放送日時                     | 放送期間                 | 遅れ       |
| -------------- | ---------------- | -------------- | ---------------------------- | ------------------------ | ---------- |
| 関東広域圏     | フジテレビ       | フジテレビ系列 | 火曜 0:45 - 1:10（月曜深夜） | 2012年4月10日 - 9月18日  | 制作局     |
| 宮城県         | 仙台放送         | フジテレビ系列 | 火曜 0:45 - 1:10（月曜深夜） | 2012年4月10日 - 9月18日  | 同時ネット |
| 岡山県・香川県 | 岡山放送         | フジテレビ系列 | 火曜 0:45 - 1:10（月曜深夜） | 2012年4月10日 - 9月18日  | 同時ネット |
| 沖縄県         | 沖縄テレビ       | フジテレビ系列 | 木曜 16:25 - 16:53           | 2012年4月12日 - 9月20日  | 3日遅れ    |
| 北海道         | 北海道文化放送   | フジテレビ系列 | 金曜 1:15 - 1:40（木曜深夜） | 2012年4月13日 - 9月21日  | 3日遅れ    |
| 新潟県         | 新潟総合テレビ   | フジテレビ系列 | 火曜 0:35 - 1:00（月曜深夜） | 2012年4月17日 - 9月25日  | 7日遅れ    |
| 広島県         | テレビ新広島     | フジテレビ系列 | 火曜 0:35 - 1:00（月曜深夜） | 2012年4月17日 - 9月25日  | 7日遅れ    |
| 熊本県         | テレビくまもと   | フジテレビ系列 | 木曜 0:35 - 1:05（水曜深夜） | 2012年4月19日 - 9月27日  | 9日遅れ    |
| 福岡県         | テレビ西日本     | フジテレビ系列 | 金曜 1:05 - 1:30（木曜深夜） | 2012年4月20日 - 9月28日  | 10日遅れ   |
| 石川県         | 石川テレビ       | フジテレビ系列 | 月曜 1:25 - 1:50（日曜深夜） | 2012年4月23日 - 10月8日  | 13日遅れ   |
| 山形県         | さくらんぼテレビ | フジテレビ系列 | 火曜 0:35 - 1:00（月曜深夜） | 2012年4月24日 - 10月2日  | 14日遅れ   |
| 佐賀県         | サガテレビ       | フジテレビ系列 | 火曜 0:35 - 1:00（月曜深夜） | 2012年4月24日 - 10月16日 | 14日遅れ   |
| 鹿児島県       | 鹿児島テレビ     | フジテレビ系列 | 金曜 0:40 - 1:08（木曜深夜） | 2012年4月27日 - 9月28日  | 17日遅れ   |
| 長野県         | 長野放送         | フジテレビ系列 | 火曜 0:40 - 1:05（月曜深夜） | 2012年5月1日 - 10月2日   | 21日遅れ   |

## スタッフ
最終回時点｡
- 構成：松井洋介、福原太→福原フトシ、石原健次、樅野太紀、柏木克紀、藤井靖大、北垣美砂
- スーパーバイザー：井上晃一、城間康男
- TD/SW：坂本淳一
- CAM：今井健一
- VE：東海林学
- AUD：元山拓巳
- LD：安藤雄郎
- EED：鈴木敬二
- EEDアシスタント：金山聖来
- MA：吉田肇
- MAアシスタント：古川小百合
- 音響効果：大久保吉久
- TK：水越理恵
- CGプロデューサー：久保田幸
- CGディレクター：鈴木鉄平
- 美術プロデュース：桐山三千代、副島翔太郎
- デザイン：鈴木賢太
- 美術進行：林勇
- 大道具：松本達也
- 装飾：百瀬貴弥
- 持道具：土屋洋子
- 衣装：山田斉
- メイク：中村歩美
- 床山：寒部千恵
- 電飾：石井誠
- アクリル装飾：斉藤祐介
- 協力：DELL
- 編成：水野綾子
- 広報：山本麻祐子
- デジタルコンテンツ：塩原充顕、寺記夫、三木絵里加、浅井良輔
- メディア調整：大橋華子
- AD：善田里奈、弓田悠太、松岡翔吾
- FD：中野浩之
- デスク：高橋沙織
- 制作進行：藤井貴代美
- AP：山田裕子
- ディレクター：亀山剛志、谷口恵理
- 演出：渡辺琢
- プロデューサー：赤池洋文、米山範彦、笹川正平、坪井理紗
- チーフプロデューサー：石川綾一
- 技術協力：八峯テレビ、IMAGICA、FLT、D-Craft、3×7
- 制作協力：c-block
- 制作著作：フジテレビ

### 以前のスタッフ
- 編成：林英美
- 広報：小出和人
- デジタルコンテンツ：川本洋平